# Poa macrantha
Poa macrantha är en gräsart som beskrevs av George Vasey. Poa macrantha ingår i släktet gröen, och familjen gräs. Inga underarter finns listade i Catalogue of Life.